# Nimbugu
Nimbugu é uma cidade e comuna rural, na circunscrição de Cadiolo, na região de Sicasso ao sul do Mali. A comuna inclui a cidade e 5 vilas. Segundo censo de 1998, havia 4 605 residentes, enquanto segundo o de 2009, havia 9 992.